# Čavle
Čavle (italiensk: Zaule di Liburnia) er en kommune i Primorje-Gorski Kotar distrikt i Kroatien.

## Beliggenhed og indbyggere
Ifølge folketællingen i 2011 bor der 7.220 mennesker i den samlede kommune, der består af ti lokaliteter. Hovedlandsbyen Čavle alene har 1.358 indbyggere og ligger i den østlige del af Grobničko polje, baglandet til Rijeka. Čavle ligger direkte på motorvejen fra Rijeka til Zagreb.

## Historie
I bydelen Grobnik ligger en borg bygget af familien Frankopan. Den blev bygget i det 15. århundrede og blev løbende udbygget. Selve komplekset er adskilt fra bebyggelsen Grobnik af mure og bastioner.